# Stołowe Skały
Stołowe Skały w Lądku-Zdroju (niem. Schollenstein) – grupa gnejsowych skał na zachodnim stoku Królówki, w pobliżu wsi Stójków i uzdrowiskowej części Lądka-Zdroju, na terenie Śnieżnickiego Parku Krajobrazowego, w Górach Złotych (Sudety). W górach tych Stołowe Skały stanowią najliczniejsze zgrupowanie.

## Skałki
Grupę tworzy osiem, ułożonych piętrowo na stoku skał, ciągnących się od wysokości 465 m aż do samego wierzchołka góry wzdłuż kierunku wschód-zachód i tworząc rozproszony łańcuch.  
- Niżna – najniżej położona, na wysokości 465 m n.p.m.
- Baszta – na wysokości 500 m n.p.m.
- Mała – na wysokości 505 m n.p.m.
- Wyżna– na wysokości 520 m n.p.m.
- Iglica lub Igliczna – na wysokości 526 m n.p.m.
- Skalny Ząb – na wysokości 602 m n.p.m.
- Trzy Ambony– na wysokości 635 m n.p.m.
- Kobylicowa – na wysokości 779 m n.p.m.

Stołowe Skały stanowią dobrze opisany w literaturze, teren do treningu wspinaczki. Wytyczono w nich kilkanaście dróg wspinaczkowych o trudnościach od III do VI.4+ i zaopatrzono w spity.

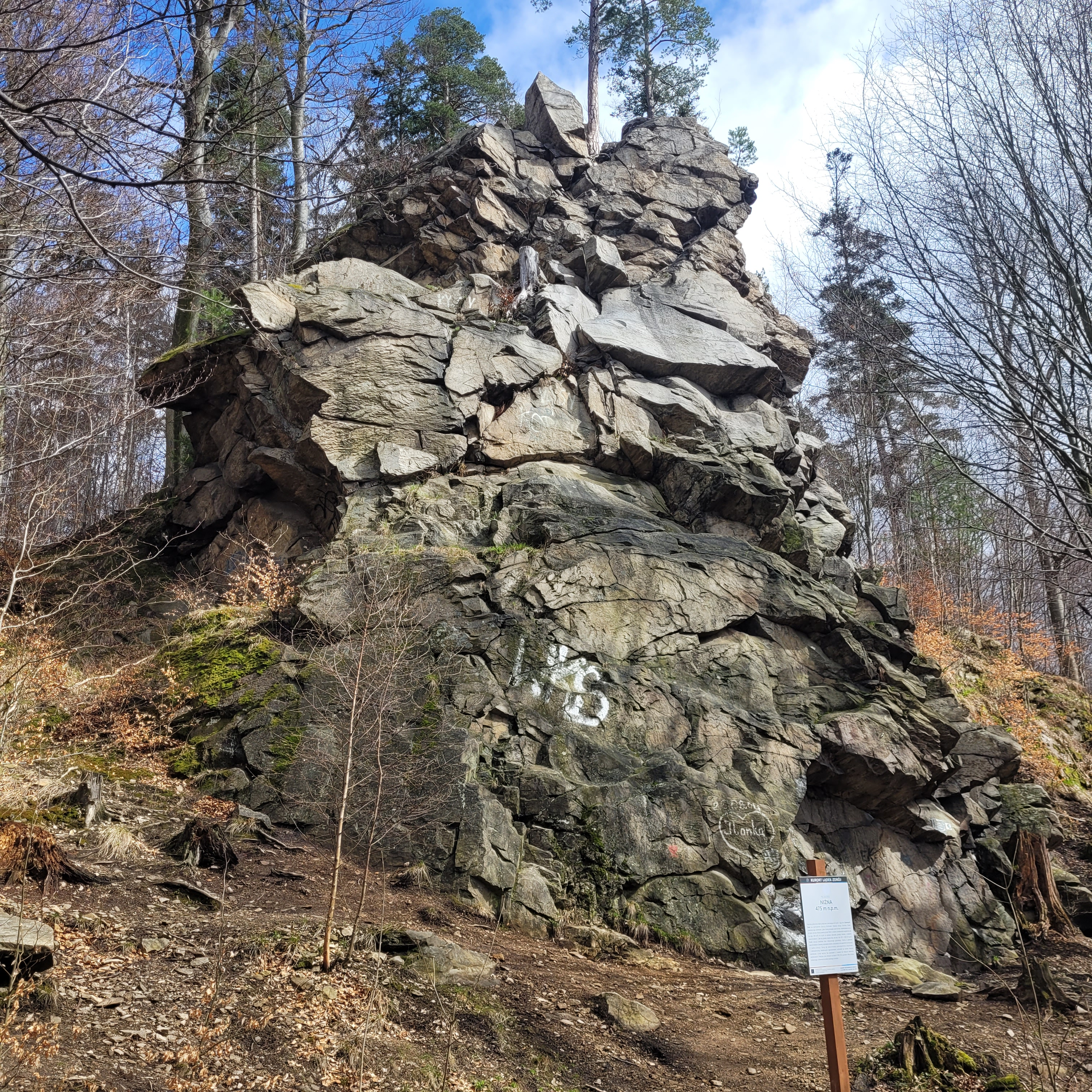
Niżna
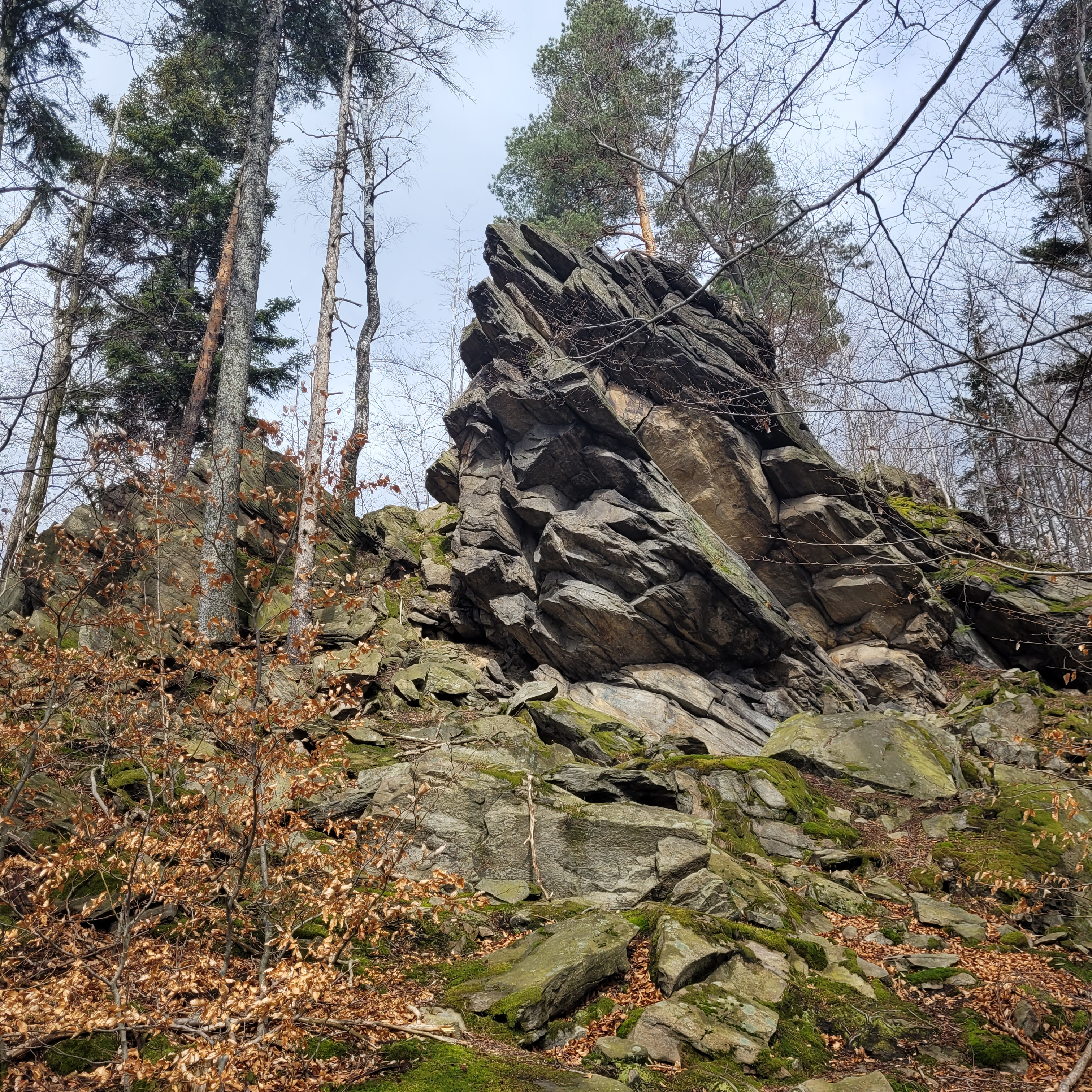
Wyżnia
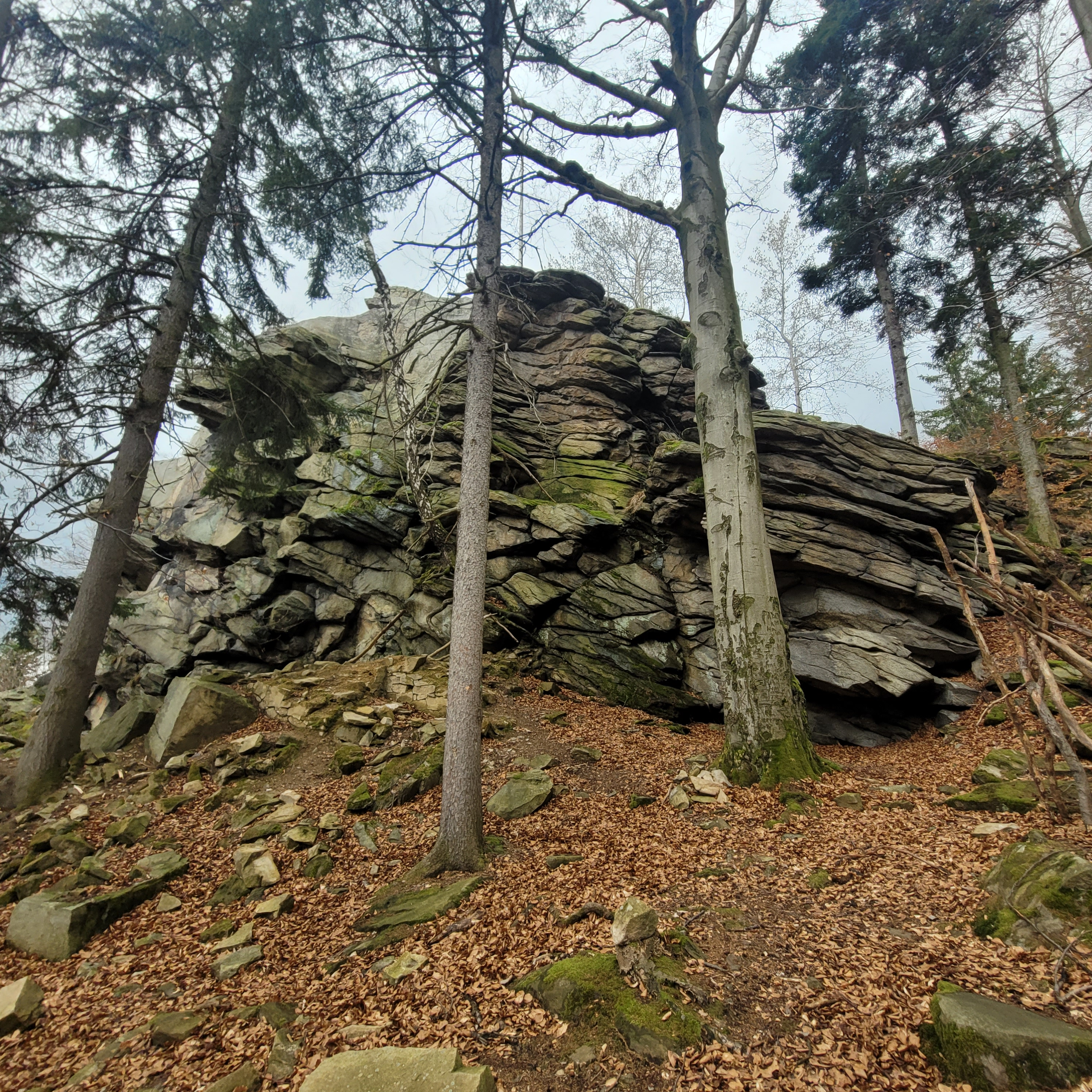
Iglica
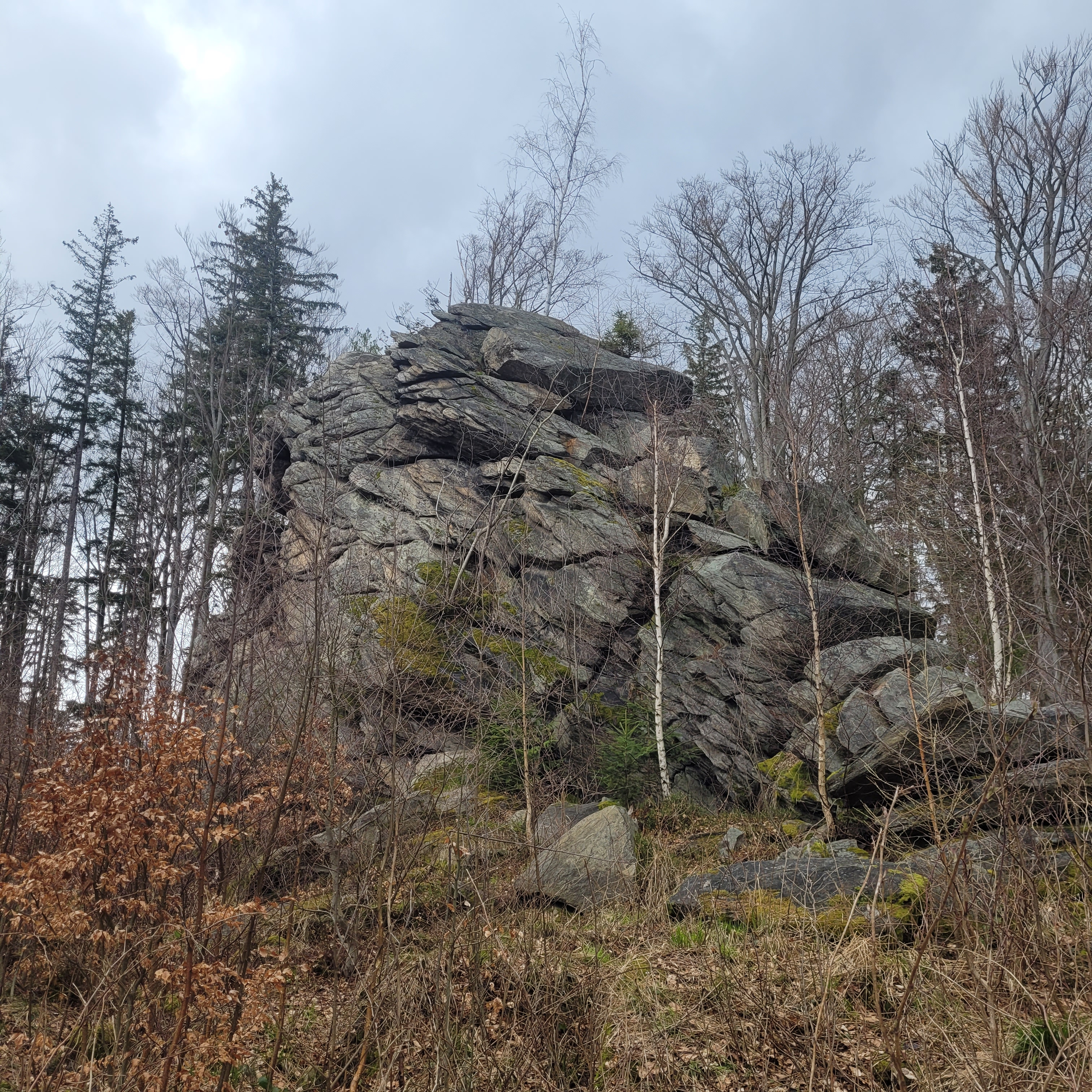
Skalny Ząb
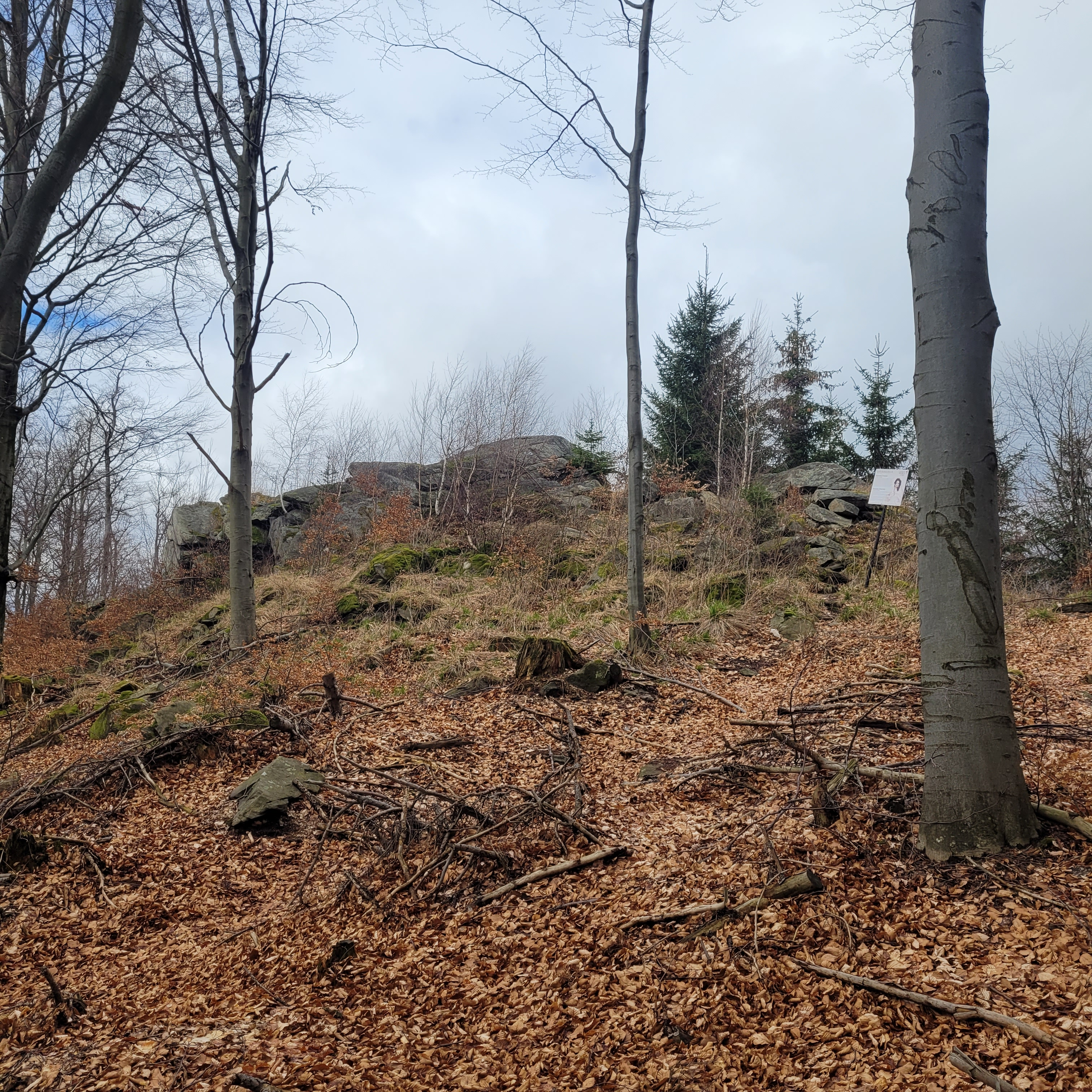
Trzy Ambony

## Szlaki turystyczne
- Wzdłuż skałek prowadzi ścieżka krajoznawcza biegnąca pętlą od Lądka-Zdroju do zamku Karpień i z powrotem przez Stójków[2].
- Drogą tuż ponad Skalnym Zębem przebiega, wiodący leśnymi duktami, znakowany zielony szlak rowerowy ER2 ze Stronia Śląskiego do Lądka-Zdroju[2].